# Ходыкевич, Клеменс
Клеменс Ходыкевич (пол. Klemens Chodykiewicz; 21 марта 1715, Львов, Львовская земля, Короны Королевства Польского — 20 октября 1797, Ходорков, Киевская губерния) — польский проповедник, священник-доминиканец, агиограф, духовный писатель

, историк, педагог, доктор богословия

## Биография
Родился в семье армяно-немецкого происхождения во Львове. Там же вступил в доминиканский орден и, после получения богословского образования, около 1744 года был рукоположен в священники. В этот период он также занимался исследованиями в области истории Церкви и Доминиканского ордена,  церковного права. Высшее образование получил во Львове и Риме.
В 1746—1749 годах жил в Риме и Венеции. Вернувшись в Польшу, получил признание как проповедник. В 1751 году стал секретарем Русинской духовной провинции, одновременно исполняя обязанности преподавателя философии во Львове.
Через десять лет (1761) поступил на службу настоятелем Львовского монастыря св. Марии Магдалины. В 1762 году он участвовал в общем капитуле доминиканцев в Риме. Вернувшись в Польшу, он снова сосредоточился на научной работе, получил степень доктора богословия и приступил к обязанностям летописца ордена. Значительную помощь ему в этих работах (сбор исторических материалов) оказал Я. А. Залуский. В 1767 году служил настоятелем в Богородчанах, а затем был назначен на должность настоятеля монастыря св. Марии Магдалины во Львове. Через 10 лет (около 1776 г.) переехал в Киевскую губернию и был избран приором в Ходоркове. Умер в глубокой старости в возрасте 82 лет. Место упокоения неизвестно.
Автор трудов «Историко-экзаменационной диссертации о двух материнских архиепископствах Киевского и Галиции» (1770), «Записки по истории провинций доминиканского ордена России» (т. 1, 1780).